# Hemmingen (Niedersachsen)
Hemmingen er en by i Tyskland, beliggende syd for Hannover i Niedersachsen, Region Hannover. Byen fik status som by den 1. marts 1999.

## Bydele
Hemmingen består af syv bydele:
- Arnum (areal: 4,61 km²)
- Devese (3,26 km²)
- Harkenbleck (3,47 km²)
- Hemmingen-Westerfeld (5,32 km²)
- Hiddestorf (8,69 km²)
- Ohlendorf (3,56 km²)
- Wilkenburg (2,68 km²)

## Historie
Indtil 31. december 2004 hørte Hemmingen til det tidligere Regierungsbezirk Hannover, der blev ophævet som alle andre regierungsbezirke i Niedersachsen.

## Politik
Byrådet i Hemmingen består efter kommunalvalget 2006 af 26 medlemmer, hvoraf 11 er fra SPD, 8 fra CDU, 3 fra DUH (en uafhængig lokalliste), 2 fra Die Grünen, 1 fra FDP og 1 fra en borgerliste (BfH – Bürger für Hemmingen).

## Medier
I Hemmingen findes en sendestation for NDR på mellembølgebåndet (Frekvens: 828 kHz), UKW, DAB og digital-TV (DVB-T). Sendemasten er 149,5 meter høj, når antennerne medregnes.
En 108 m høj mast blev sprængt bort den 12. april 2006, da den længe havde været overflødig.